# 浅野亜子
浅野 亜子（あさの あこ）は、劇団民藝に所属していた日本の女優。

## 出演作

### 映画
- あゝ野麦峠（1979年6月、東宝） - 平井とき役

### アニメ
- 二十四の瞳（1980年10月10日、フジテレビ） - コツル役

### テレビドラマ
- 前略おふくろ様（1975年4月9日-1976年10月15日、日本テレビ/渡辺企画）- お手伝い役
- いごこち満点（1976年4月6日-9月28日、TBS）- 津田里子役
- 津軽三味線よされぶし（1979年10月14日-10月21日、関西テレビ・花王名人劇場）

### 舞台
すべて劇団民藝
- お尋ね者ホッツェンプロッツ（1975年）
- 人類危機の十三日間（1976年）
- 燕よ お前はなぜ来ないのだ……（1977年）
- 黒い湖（1978年）
- 長い航海（1978年）
- 息子の結婚（1980年）
- 夜明け前第二部（劇団民藝、1981年）
- わたしは生きたい-ラインの監視-（1983年）
- 民衆の敵（1991年）
- 牧場的風景（1992年）
- リア王（1992年）
- 粉本楢山節考（1993年）
- 渚（1993年）
- おはなはん（1994年）
- 熊楠の家（1995年）
- 初恋（1996年）
- 波のまにまにお吉（1996年）
- グラバーの息子-倉場富三郎の生涯-（1997年）
- 黄落（1997年）
- 蕨野行（1999年）
- オットーと呼ばれる日本人（2000年）